# All I Ever Need Is You
All I Ever Need Is You è il quarto album in studio del duo musicale statunitense Sonny & Cher, pubblicato nel 1972.

## Tracce

### Side A
1. All I Ever Need Is You (Jimmy Holiday, Eddie Reeves) - 2:38
2. Here Comes That Rainy Day Feeling Again (Roger Cook, Roger Greenaway, Tony Macaulay) - 2:33
3. More Today Than Yesterday (Pat Upton) - 2:30
4. Crystal Clear/Muddy Waters (Linda Laurie) - 2:39
5. United We Stand (Tony Hiller, Peter Simons) - 2:35

### Side B
1. A Cowboy's Work Is Never Done (Sonny Bono) - 3:14
2. I Love What You Did With The Love I Gave You (Linda Laurie, Annette Tucker) - 2:20
3. You Better Sit Down Kids (Sonny Bono) - 3:16
4. We'll Watch The Sun Coming Up (Shining Down On Our Love) (Austin Roberts, Christopher Welch) - 2:29
5. Somebody (Sonny Bono) - 3:07